# پرچم موراوی

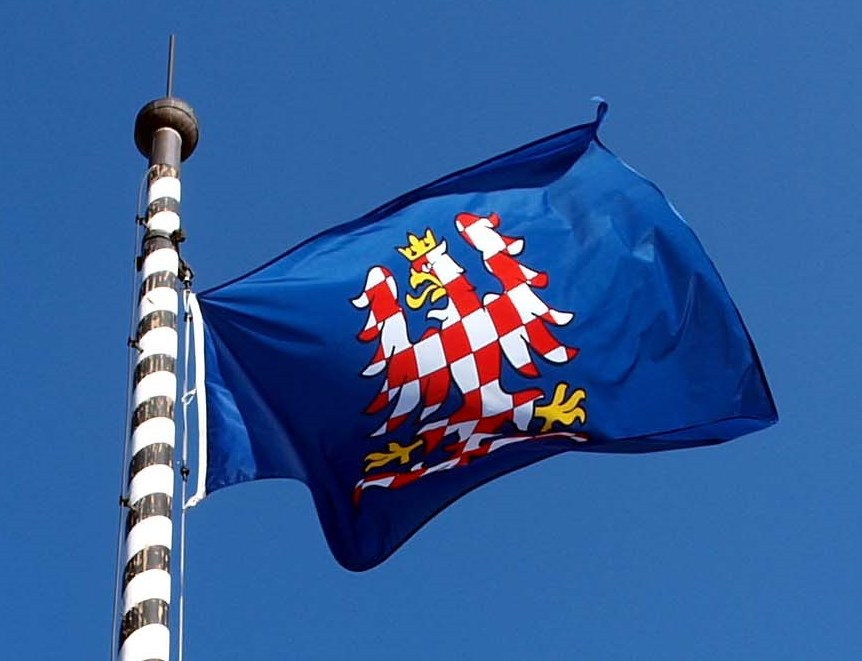
پرچم موراوی

پرچم موراوی در ۳ فوریه ۲۰۱۴ پذیرفته شد.